# Cubocephalus scorteus
Cubocephalus scorteus är en stekelart som beskrevs av Henry Keith Townes, Jr. 1962. Cubocephalus scorteus ingår i släktet Cubocephalus och familjen brokparasitsteklar. Inga underarter finns listade i Catalogue of Life.